# الینا (فیلم)
الینا (سوئدی: Elina - Som om jag inte fanns) یک فیلم در ژانر درام و محصول ۲۰۰۲ است. این فیلم به کارگردانی کلائوس هارو و تهیه‌کنندگی شارلوتا دنوارد و بر اساس یک رمان نوشته Kerstin Johansson i Backe ساخته شده‌است.
دوبله فارسی این فیلم در سال ۱۳۹۵ از شبکه دو پخش شد.

## داستان
الینا دختربچه فقیری است که پدرش را به تازگی از دست داده و با معلمش خانم هولم، که بداخلاق و سختگیر است سر ناسازگاری دارد. روزی الینا به باتلاقی که قبلاً پدرش به آنجا می‌رفته، می‌رود و در اثر بی‌توجهی درون باتلاق می‌افتد، مادر و آقای معلم به کمک الینا آمده و او را نجات می‌دهند.

## بازیگران
| بازیگر           | نقش          |
| ---------------- | ------------ |
| Natalie Minnevik | الینا        |
| بیبی آندرشون     | خانم هولم    |
| هنریک رافائلسن   | Einar Bjrk   |
| Tind Soneby      | ایرما        |
| Marjaana Maijala | مارتا        |
| پیتر راجرز       | آنتون        |
| Jarl Lindblad    | Veikko Niemi |
| زورو Svärdendahl | پدر الینا    |